# Joan-Pere Viladecans

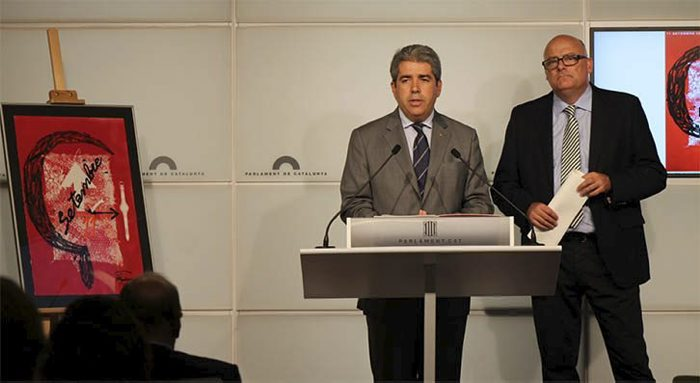
Una obra de Joan-Pere Viladecans va il·lustrar l'acte institucional de la Diada Nacional de Catalunya de 2013. En la foto, l'obra a la presentació de l'esdeveniment.

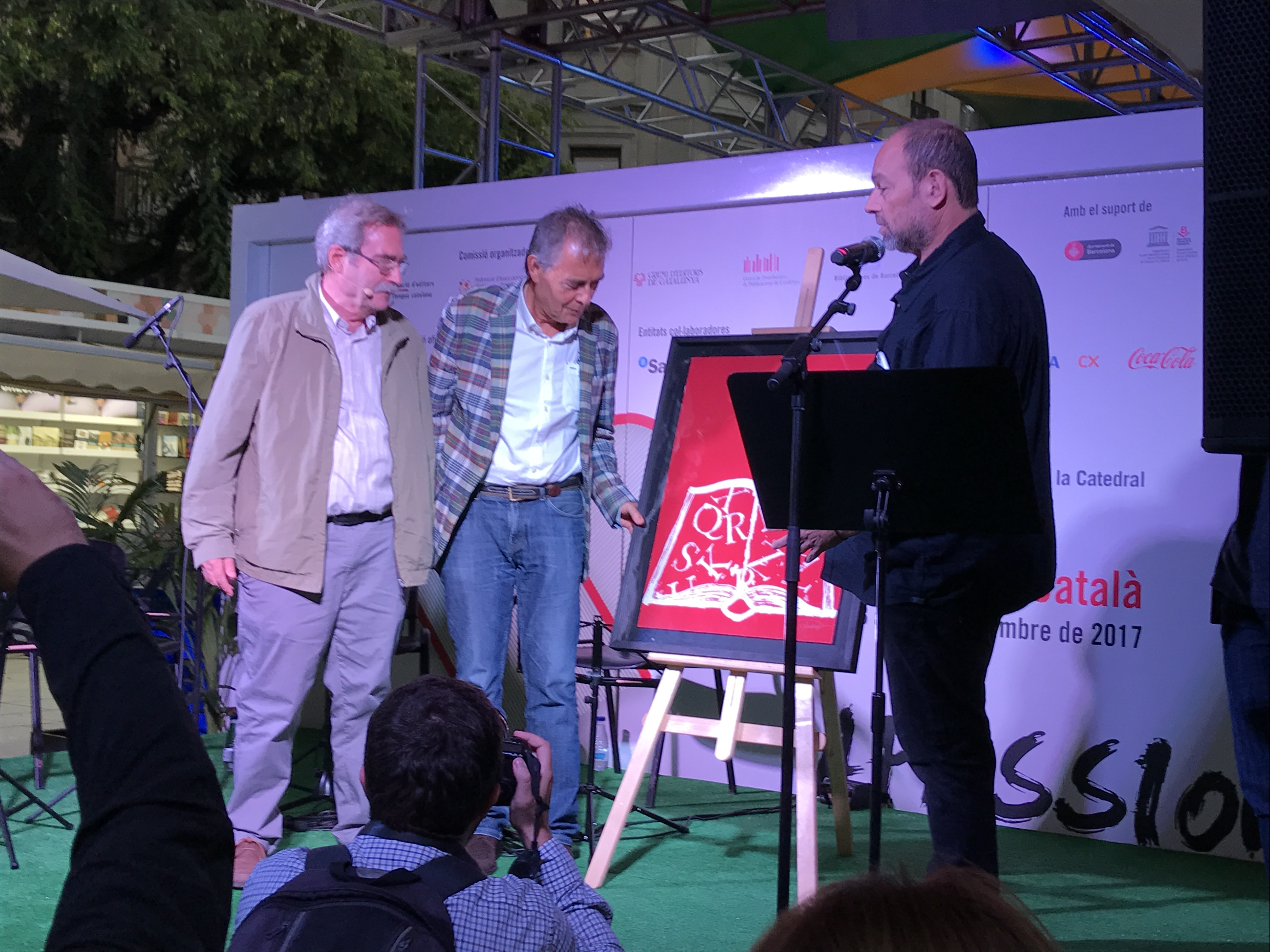
L'escriptor Jaume Cabré (esquerra) rep un quadre de Joan-Pere Viladecans (segon per l'esquerra) dins la Setmana del Llibre en Català, Barcelona 2017.

Joan-Pere Viladecans (Barcelona, 1948) és un pintor català.

## Biografia
Influït per Antoni Tàpies i Joan Brossa, s'inicià amb obres en les que combinava la pintura amb diversos objectes, barrejant tècniques, amb una pinzellada densa propera a la pintura matèrica. A cavall entre la figuració i l'abstracció, la seva obra se centra en la naturalesa, el temps i la vida. Combina empremtes o el collage d'elements reals amb signes precisos que cerquen un lirisme plàstic. La seva obra recent contrasta amb l'austeritat d'èpoques anteriors per l'ús de colors vius i intensos. S'ha expressat també amb environments, i ha conreat el cartellisme i el disseny. Exposà el 1967 al Cercle Artístic de Sant Lluc i, des de llavors, per tot el món. En motiu del cinquantè aniversari de la seva primera exposició a Barcelona, el 2018 va mostrar als Espais Volart de la Fundació Vila Casas 20 pintures de gran format realitzades a partir de radiografies ampliades de diverses parts del cos. El 2020 va il·lustrar l'edició de bibliòfil Catalunya. Història d'una nació (editorial Base), escrit per Jaume Sobrequés, en la qual explica la història de Catalunya des de la prehistòria fins al referèndum d'independència de 2017.
El 2023, va ser reconegut per la Generalitat de Catalunya amb la Creu de Sant Jordi i també amb el Premi Nacional de Cultura que atorga el CoNCA.

## Exposicions
- 1992 Expo de Sevilla.
- 1998 Museu de Zoologia de Barcelona.
- 1999 Sala d'Exposicions de la Fundació Caixa de Manresa.
- 1999 Centre d'Art Santa Mònica, Barcelona.
- 2001 UNDER DM 2000. Galerie Dreiseitel, Colònia, Alemanya.
- 2003 Arbeiten auf Papier. Galerie Dreiseitel, Colònia.